# Dracophyllum longifolium
Dracophyllum longifolium es una especie de arbusto erecto o pequeño árbol originario de Nueva Zelanda.

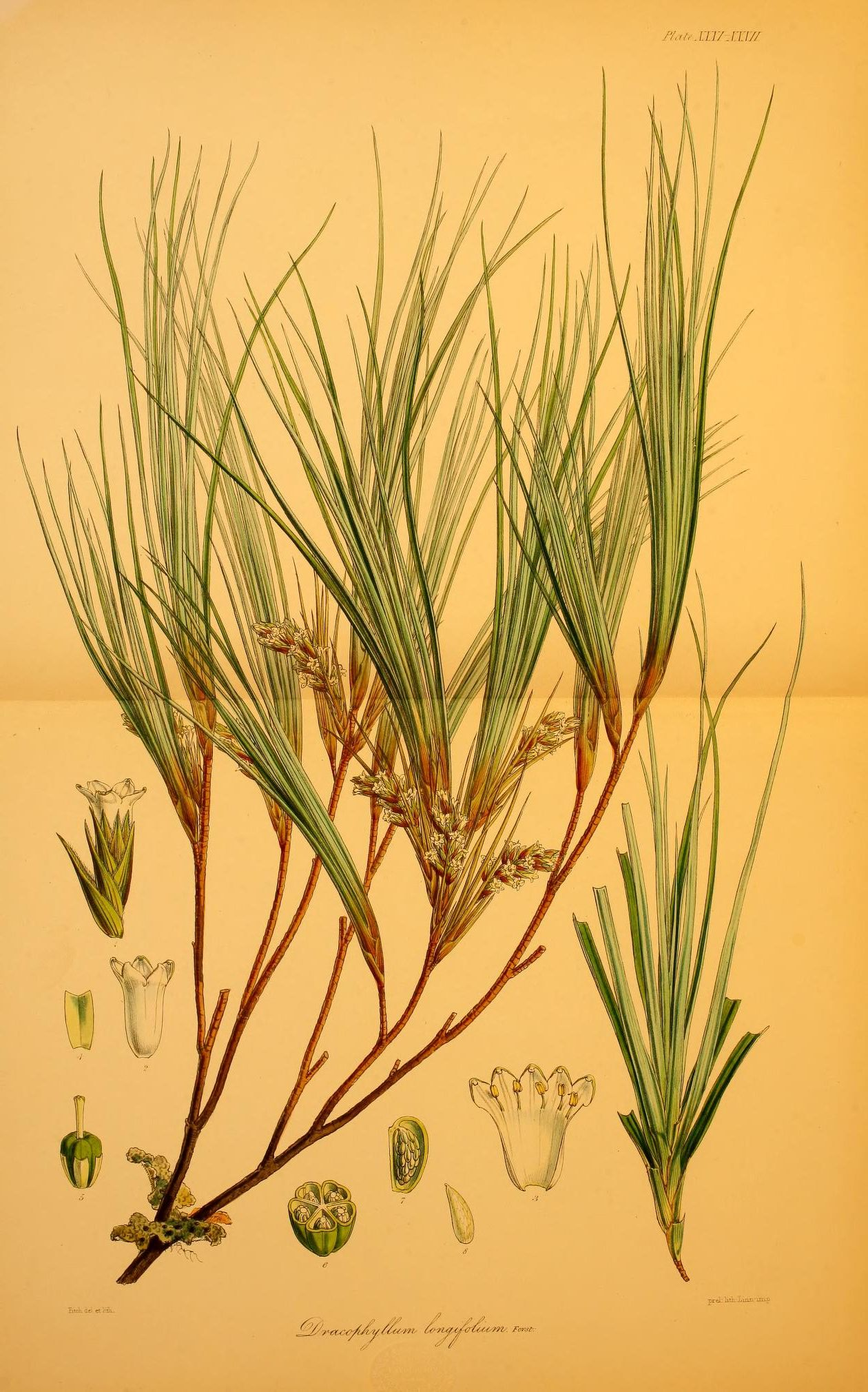
Ilustración

## Distribución y hábitat
D. longifolium se encuentra en toda Nueva Zelanda desde el nivel del mar hasta los 1200 metros. Aparece en bosques abiertos donde puede alcanzar un tamaño de 11 metros y áreas subalpinas por lo general donde mide a 1-1,5 metros.

## Descripción
D. longifolium tiene ramas delgadas que se deteriora con anillos de las hojas viejas que mueren. Las hojas son largas de 3-5 milímetros de ancho y hasta 25 cm de largo con una punta afilada. Es una planta de larga vida y puede sobrevivir hasta 220 años.

## Taxonomía
Dracophyllum longifolium  fue descrita por (J.R.Forst., G.Forst.) R.Br. ex Roem. & Schult. y publicado en Systema Vegetabilium 4: 385. 1819.
Etimología
Dracophyllum: nombre genérico que deriva de su extraña apariencia, casi prehistórica.
longifolium: epíteto latíno que significa "con hojas largas".
Sinonimia
- Dracophyllum longifolium var. retortum Hombr. & Jacquinot ex Decne.
- Dracophyllum lyallii Hook.f.
- Epacris frondosa Gaertn.
- Epacris longifolia J.R.Forst. & G.Forst.[3]